# Drymonia serrulata
Drymonia serrulata är en tvåhjärtbladig växtart som först beskrevs av Nikolaus Joseph von Jacquin, och fick sitt nu gällande namn av Carl Friedrich Philipp von Martius. Drymonia serrulata ingår i släktet Drymonia och familjen Gesneriaceae. Inga underarter finns listade i Catalogue of Life.

## Bildgalleri

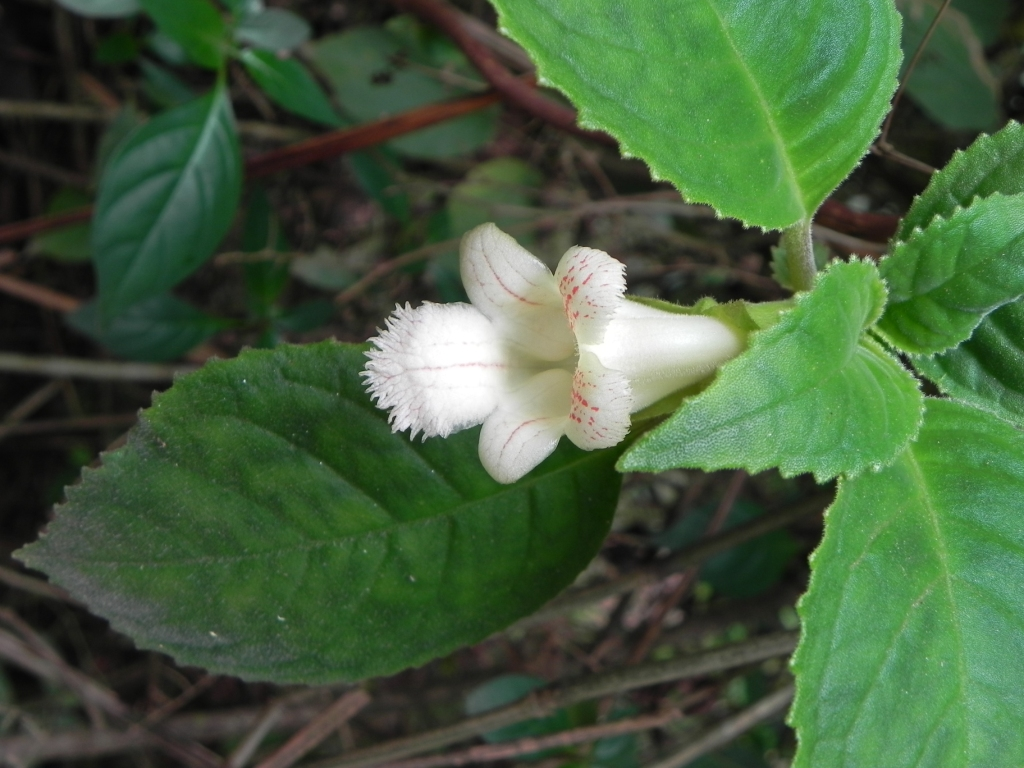
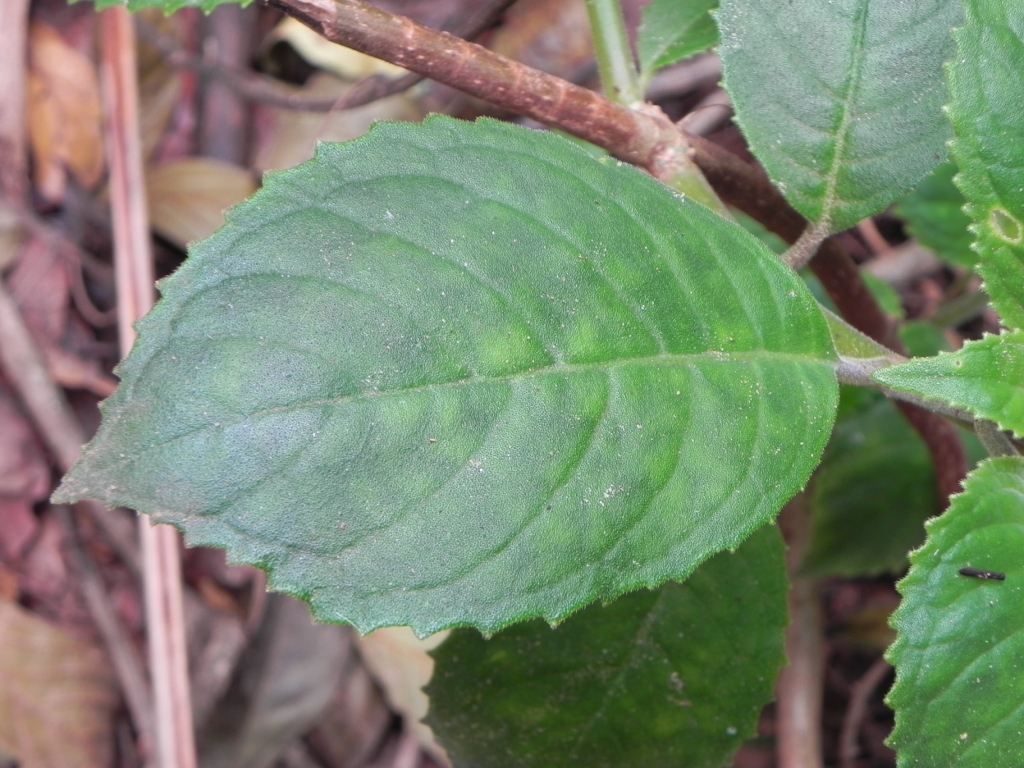
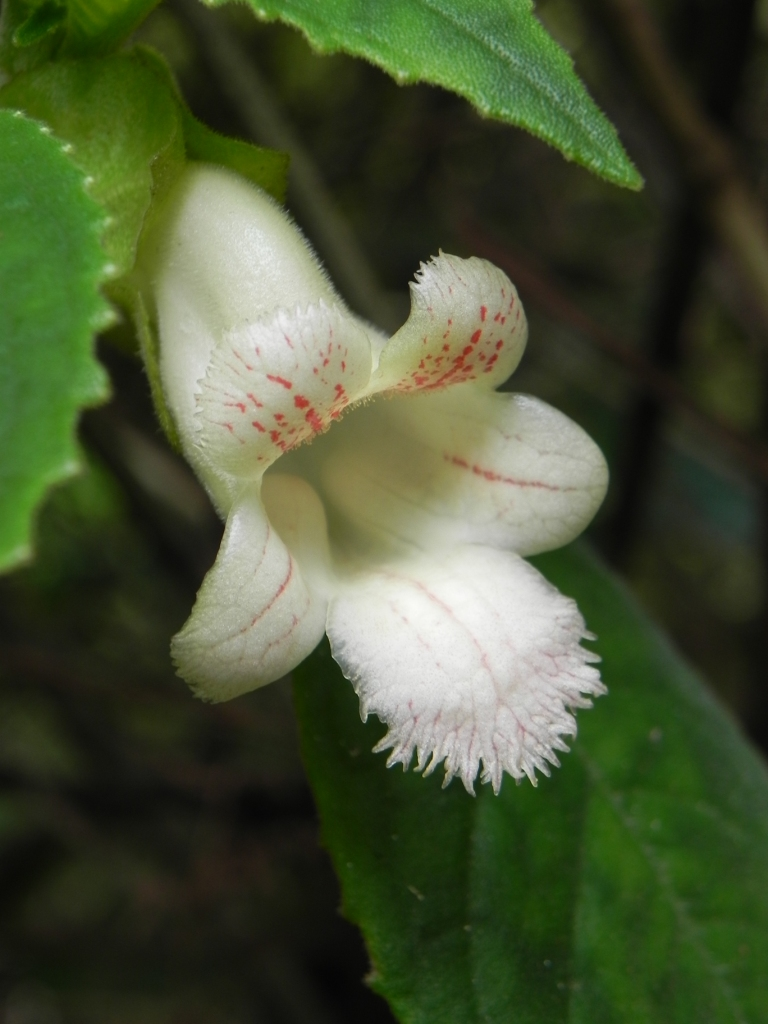